# El bulín
El bulín  es una película en blanco y negro de Argentina dirigida por Ángel Acciaresi sobre el guion de Luz Tambascio según la idea original de Salvador Valverde Calvo que se estrenó el 12 de junio de 1969 y que tuvo como protagonistas a Norman Briski, Beatriz Bonnet, Susana Campos y Juan Ramón. 
La música es de Vlady y la guitarra de Cacho Tirao. 
El nombre del filme corresponde a un lunfardismo utilizado en Argentina para significar un domicilio modesto para gente joven y de pocos recursos, o un departamento que se posee para citas intimas. 

## Sinopsis
Los empleados de una oficina utilizan para citas amorosas el departamento de un compañero de trabajo soltero.

## Reparto
- Norman Briski........... Alfredo
- Beatriz Bonnet.......... Dra. Livingstone
- Susana Campos....... ejecutiva negocios
- Juan Ramón............. Mateo
- Jorge Porcel............. Carlos Paiva
- Fidel Pintos
- Nelly Láinez.............. esposa del contador
- Horacio Bruno............ Osvaldo, hincha de Boca
- Eddie Pequenino........ contador
- Javier Portales............ Andrés
- Linda Peretz
- Rosángela Balbo........ Violeta
- Mimí Pons................. amante de Osvaldo
- Norma Pons
- Nancy Lopresti
- Vicente Rubino.......... gerente
- Vicente Quintana (Charola).... portero
- Amalia Bernabé.......... Clotilde vecina 5.º. D
- Luisina Brando
- Karen - Mery Pelliza
- Dany Razzeni
- Estela Vidal................ vecina 5.º. E
- Zulma Grey................. esposa de José
- Víctor Tasca................ esposo italiano
- Mario Luciani............... vecino José
- Ricardo Carrizo
- Bernardino Ropero
- Teresa Wallon
- Miguel Marciante
- Claudia Duran

## Comentarios
La Prensa escribió:

”El film no tiene nada de intelectual ni delicado.”

Manrupe y Portela escriben:

”Comedia aceptable con casi multiestelar y Briski en su momento de mayor popularidad.”